# 美泉宮動物園
美泉宮動物園，或稱維也納動物園，是位於奧地利維也納著名的美泉宮內的一個動物園，由哈布斯堡王朝於1752年建成，最初為皇家動物展覽館、在當地歷史悠久，是世界上最古老的動物園。
它是世界上少的有擁有「大熊貓館」的動物園，熊貓是中國於2003年租借給該動物園的，牠們的名字分別叫陽陽和龍徽。動物園另外的特別處有「雨林館」，在那裡遊客可以穿越一個模擬亞馬遜雨林的地方，還有一個「水族館」，讓遊客能模擬在亞馬遜河的洪水下穿越。此外2004年初，動物園也新開放了一個放有北極動物的北極館。
1906年7月14日，園內的首隻大象出生。
動物園由1992年起私有化，並轉由赫爾穆特·佩奇拉納管理，他也是奧地利世界自然基金會的主席，負責現代化動物園的多個部分和維持其經濟狀況。動物園每天上午 9:00 至下午 5:30 開放。

## 外部連結
- 官方网站
- Tiergarten Schoenbrunn （页面存档备份，存于） on zooinstitutes.com